# モンテネグロ正教会
モンテネグロ正教会（モンテネグロせいきょうかい、モンテネグロ語:Црногорска православна црква, ЦПЦ / Crnogorska Pravoslavna Crkva, CPC）は、モンテネグロを中心にモンテネグロ人の間で信仰されている正教会の一組織である。だが、コンスタンディヌーポリ総主教庁はじめ各正教会からその地位を承認されていない。